# DVB-T2
DVB-T2 (англ. Digital Video Broadcasting — Second Generation Terrestrial) — друге покоління стандарту DVB-T, європейського стандарту ефірного цифрового мовлення. Стандарт DVB-T2 покликаний на 30—50% покращити ємність мереж у порівнянні з DVB-T, при тій же інфраструктурі мережі і частотних ресурсах.

## Опис DVB-T2
DVB-Т2 принципово відрізняється як архітектурою системного рівня (МАС-рівня), так і особливостями фізичного рівня.
У DVB-T2 використовується OFDM модуляція з великою кількістю піднесучих, що забезпечує стійкий сигнал. Подібно DVB-T, DVB-T2 передбачає велику кількість різних режимів, це робить DVB-T2 дуже гнучким стандартом. Для виконання корекції помилок в DVB-T2 застосовується таке ж кодування, яке було вибрано для DVB-S2. Поєднання кодування з низькою щільністю перевірок на парність (LDPC) і кодування Боуза-Чоудхурі-Хоквінгема (BCH) забезпечує дуже стійкий сигнал і чудову якість в умовах з високим рівнем шумів і перешкод.
Є декілька опцій таких параметрів, як кількість несучих, тривалість захисного інтервалу та розміщення пілот-сигналів. Це дозволяє знизити до мінімуму частку службової інформації для будь-якого заданого каналу передачі. Новий метод, названий «поворот сигнального сузір'я» забезпечує істотний приріст стійкості у складних ефірних умовах. Для забезпечення необхідних умов прийому (наприклад, кімнатна антена/антена на даху), передбачено механізм роздільної настройки стійкості сигналу в межах каналу для кожної надаваної служби. Такий самий механізм дозволяє настроїти передачі так, щоб дати можливість приймачу економити енергію за допомогою декодування тільки однієї програми, а не всього пакета програм.
Ключові особливості характеристик DVB-T2:
- Збільшена не менше ніж на 30% пропускна здатність і покращені характеристики SFN, порівняно з DVB-T.
- Обумовлена стійкість передачі.
- Передача програм на мобільні та стаціонарні приймачі.
- Широке використання інфраструктури DVB-T.
- Зниження експлуатаційних витрат на стороні передачі за рахунок зменшення відношення пікової потужності до середньої потужності.

Покращення, передбачені DVB-T2:
- Модуляція OFDM з додатковими режимами IFFT.
- Кодування LDPC забезпечує ефективний захист від помилок.
- Використання та інтеграція базової структури кадру DVB-S2.
- Поворот сигнального сузір'я з Q-затримкою.
- Передача MISO.
- Зменшення пік-фактора.

## Використання
У червні 2008 року у Великій Британії ВВС приступила до експериментальних трансляцій DVB-T2 (передавач розміщувався на південному заході Лондона). У цей час (листопад 2010) передачі DVB-T2 доступні в декількох країнах Європи:
- Україна: Запуск відбувся в 2012 році.
- Велика Британія: один мультиплекс, пробний запуск в грудні 2009, повністю запущений в квітні 2010 (див. Freeview HD (англ.)).
- Італія: один мультиплекс, пробний запуск в жовтні 2010.
- Швеція: два мультиплекс, повний запуск в листопаді 2010.
- Фінляндія: п'ять мультиплексів, пробний запуск в січні 2011, повністю — в лютому 2011.

### Цифрове ТБ в Україні
- 24 червня 2010 року на території України в м. Одесі проведено тестовий сеанс мовлення в стандарті DVB-T2.
- З середини вересня поступово по всій країні запускається мовлення пакету з 32 каналами компанії «Зеонбуд».
- Лютий 2012 сигнал DVB-T2 кодується по всій території України.
- Березень 2012 року початок масової реалізації для населення України ресиверів-приставок STRONG SRT 8500 та Trimax TR-2012HD для забезпечення можливості прийому цифрового ефірного телебачення, а у лютому 2013 року виходить нова модель з функціями PVR, це Trimax TR-2012HD PVR.
- 17 липня 2014 року Національна рада України з питань телебачення і радіомовлення скасувала рішення згідно якого ТОВ «Зеонбуд» кодувала розповсюджувані нею канали. Рішення було скасовано "... як таке, що грубо порушує право телеглядачів приймати програми телерадіоорганізацій, які доступні для прийому на території України, передбачене статтею 61 Закону України "Про телебачення і радіомовлення"."[1]
- 1 вересня 2018 на всій території України припинено трансляцію аналогового ефірного телебачення[2].